# Moskwicz 408

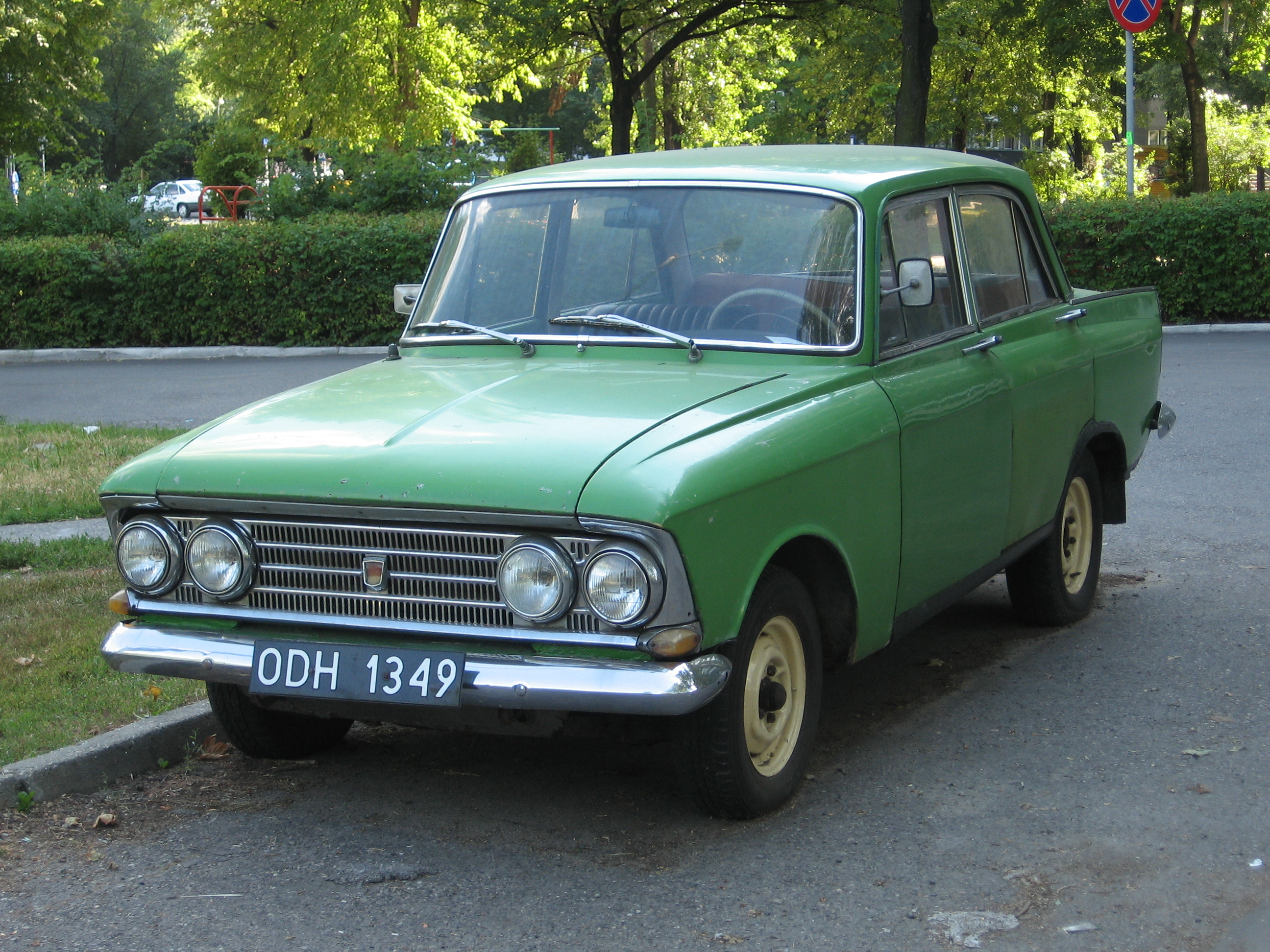
Wersja w lepszym wyposażeniu (z czterema reflektorami)

Moskwicz 408 – samochód osobowy produkowany przez  radzieckie zakłady MZMA (Moskiewska Fabryka Samochodów Małolitrażowych), późniejsze AZLK, w latach 1964–1975.

## Opis modelu
Produkcję następcy modeli Moskwicz 407 i przejściowego 403 rozpoczęto we wrześniu 1964 roku. Prace projektowe nad nową generacją Moskwiczy, całkowicie zrywającą z nadwoziem i stylistyką poprzedników, rozpoczęły się w 1959.
Nowy model przejął po swoich poprzednikach układ napędowy. Jednakże silnik  o pojemności 1358 cm³, wywodzący się jeszcze konstrukcją z przedwojennego Opla Kadetta, przeszedł modernizację, w wyniku której uzyskał nowy dwugardzielowy gaźnik. Moc w stosunku do poprzednika wzrosła do 50 KM. Zawieszenie przejęto z przejściowego modelu 403, z niewielkimi zmianami, m.in. resorów tylnego mostu. Mimo że nie było ono nowoczesne, dobrze odpowiadało kiepskim drogom wiejskich rejonów ZSRR.  Nowością była automatyczna regulacja hamulców. Samochód otrzymał mniejsze 13-calowe koła, co pociągnęło zmniejszenie przełożenia przekładni głównej z 4,55:1 do 4,22:1. Późniejszą odmianą z mocniejszym silnikiem był Moskwicz 412.
Moskwicz 408 posiadał nowoczesne kanciaste nadwozie, odpowiadające modzie samochodowej tamtego okresu; zaprojektowane przez Borisa Iwanowa i nie czerpiące bezpośrednio z żadnych zagranicznych wzorów. Wnętrze było obszerniejsze (szersze) niż w poprzednim modelu, zapewniając możliwość podróżowania (przy niewielkim komforcie) 5 osób. Odmiana na rynek wewnętrzny charakteryzowała się chromowaną kratą chłodnicy z dwoma okrągłymi reflektorami, natomiast wersja kierowana głównie na eksport, o oznaczeniu Moskwicz 408E, posiadała cztery reflektory oraz chłodnicę oleju. 
W 1964 rozpoczęto produkcję, lecz w tym roku wyprodukowano tylko 1050 samochodów. 
Od grudnia 1969 roku rozpoczęto produkcję zmodernizowanego Moskwicza 408IE. Zmiany objęły nadwozie, zunifikowane ze zmodernizowanym modelem Moskwicz 412. Najbardziej charakterystycznym elementem tej modernizacji jest nowa osłona wlotu powietrza z prostokątnymi reflektorami w chromowanych oprawach (importowanymi z NRD). Pionowe lampy zespolone z tyłu zastąpiono przez poziome, z charakterystycznymi trójkątnymi kierunkowskazami na szczątkowych pionowych „płetwach”. Zgodnie z europejskimi tendencjami, zadbano o bezpieczeństwo: nowe nadwozie miało strefy zgniotu z przodu i z tyłu, metalowa deska przyrządów i wewnętrzne elementy nadwozia otrzymały od lutego 1969 częściowe miękkie poliuretanowe nakładki, a od 1971 cała deska przyrządów była wykładana poliuretanem. W tym okresie przednią kanapę zamieniono na indywidualne fotele, a w 1973 pomiędzy siedzeniami umieszczono dźwignię zmiany biegów, przeniesioną z kolumny kierownicy oraz dźwignię hamulca ręcznego, przeniesioną spod deski przyrządów. Wersja ze zmodernizowanym nadwoziem została oznaczona 408IE (ros. 408ИЭ, od ispołnienije eksportnoje – wykonanie eksportowe), żeby dać wyraz temu, że spełnia normy na rynki zagraniczne.
Na bazie modelu 408 produkowano także wersje kombi Moskwicz 426 oraz furgon Moskwicz 433. Wersje te miały także swoje odmiany z mocniejszym silnikiem 1,5 l, odpowiadającym Moskwiczowi 412.
Zakłady MZMA opracowały również Moskwicza 408 w wersji coupé i cabrio (Moskwicz 408 Turist, 2 egzemplarze), ale te wersje nie trafiły do seryjnej produkcji.
W latach 1966–1967 model 408 produkowany był również przejściowo w zakładach IżAwto w Iżewsku (z dwoma okrągłymi reflektorami).
Oprócz rynku radzieckiego, Moskwicz 408 był szeroko eksportowany, głównie do bloku państw socjalistycznych, ale też na Zachód. Cieszył się tam powodzeniem dzięki nowoczesnej sylwetce i dobremu wyposażeniu, przy niskiej cenie. Na przykład, w 1968 roku 55% produkcji ogólnej produkcji Moskwiczy (model 408 i pochodne) skierowano na eksport. Na eksport kierowano zazwyczaj odmiany lepiej wyposażone. Istniała też eksportowa wersja Moskwicz 408P z kierownicą po prawej stronie. Moskwicz 408 był milionowym samochodem wyprodukowanym przez zakłady MZMA/AZLK w 1967 roku. 
W Polsce Moskwicz 408 kosztował w latach sześćdziesiątych 124 tys. zł (dla porównania: Warszawa 203 – ok. 120 tys. zł, Wartburg 353 – 120–130 tys. zł, PF 125p 1300 – 160 tys. zł) lub 1720 dolarów USA w eksporcie wewnętrznym.
Moskwicz 408 używany był także w radzieckim sporcie samochodowym. Dzięki dużej wytrzymałości,  odnosił pewne sukcesy także w rajdach międzynarodowych, jak Rajd Polski w 1965 i Rajd Grecji (Akropolis) w 1966.

## Odmiany
- M-408 – bazowy sedan
- M-408P – wersja eksportowa dla ruchu lewostronnego[3]
- M-408E – wersja eksportowa w ulepszonym wykonaniu[3]
- M-408B – wersja ze sterowaniem ręcznym dla inwalidów[3]
- M-408M – wersja sedan pomocy medycznej[3]
- M-408P – zestaw do montażu przemysłowego[3]

## Dane techniczne
- Silnik R4 o pojemności 1358 cm³ (50 KM),
- Skrzynia 4-biegowa przekazuje napęd na koła tylne,
- Długość/szerokość/wysokość:4090 x 1550 x 1480 mm,
- Przyśpieszenie 0-100km/h – 32s,
- Prędkość maksymalna – 120km/h,
- Zużycie paliwa przy prędkości 40km/h 7L/100km.

## Galeria

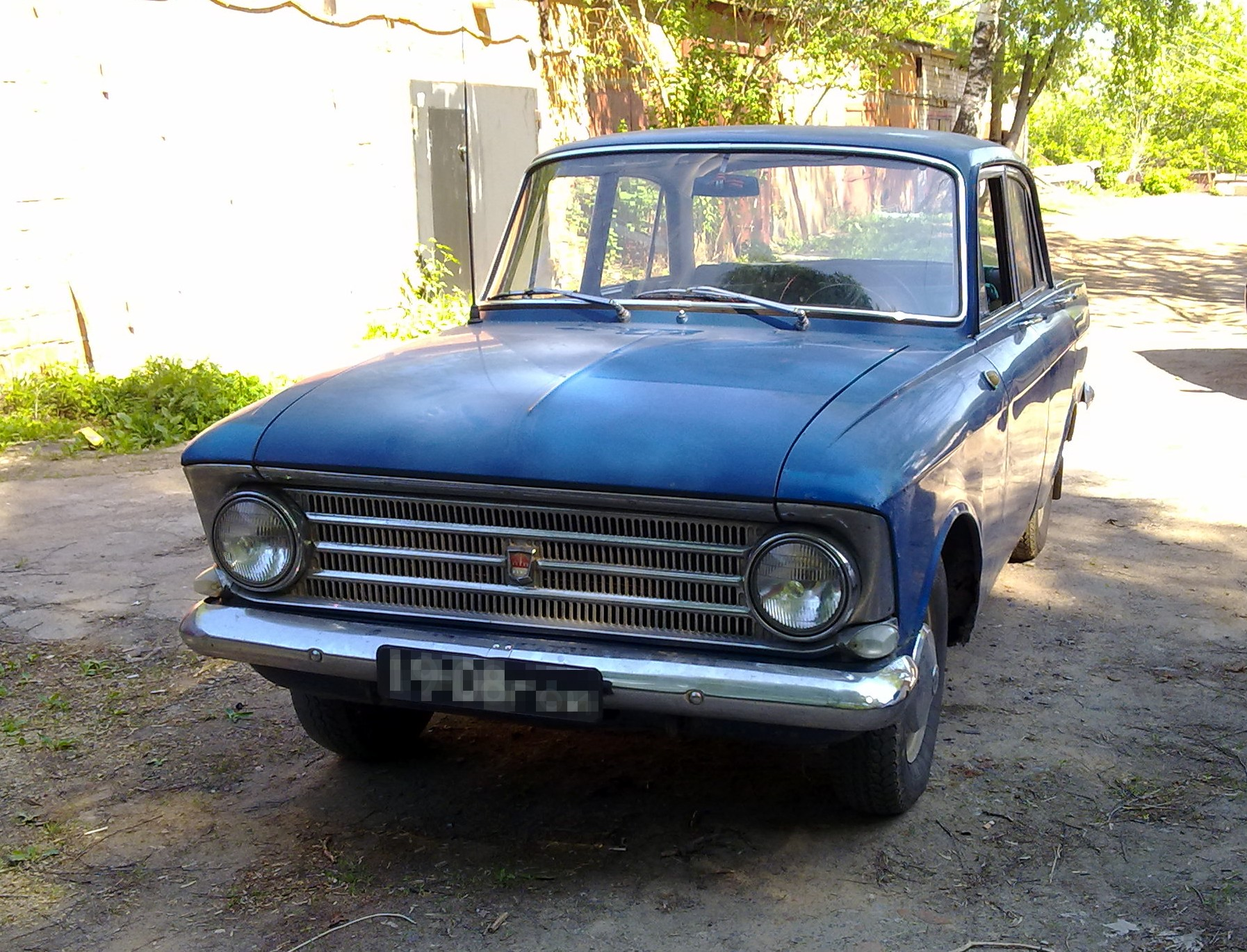
Moskwicz 408
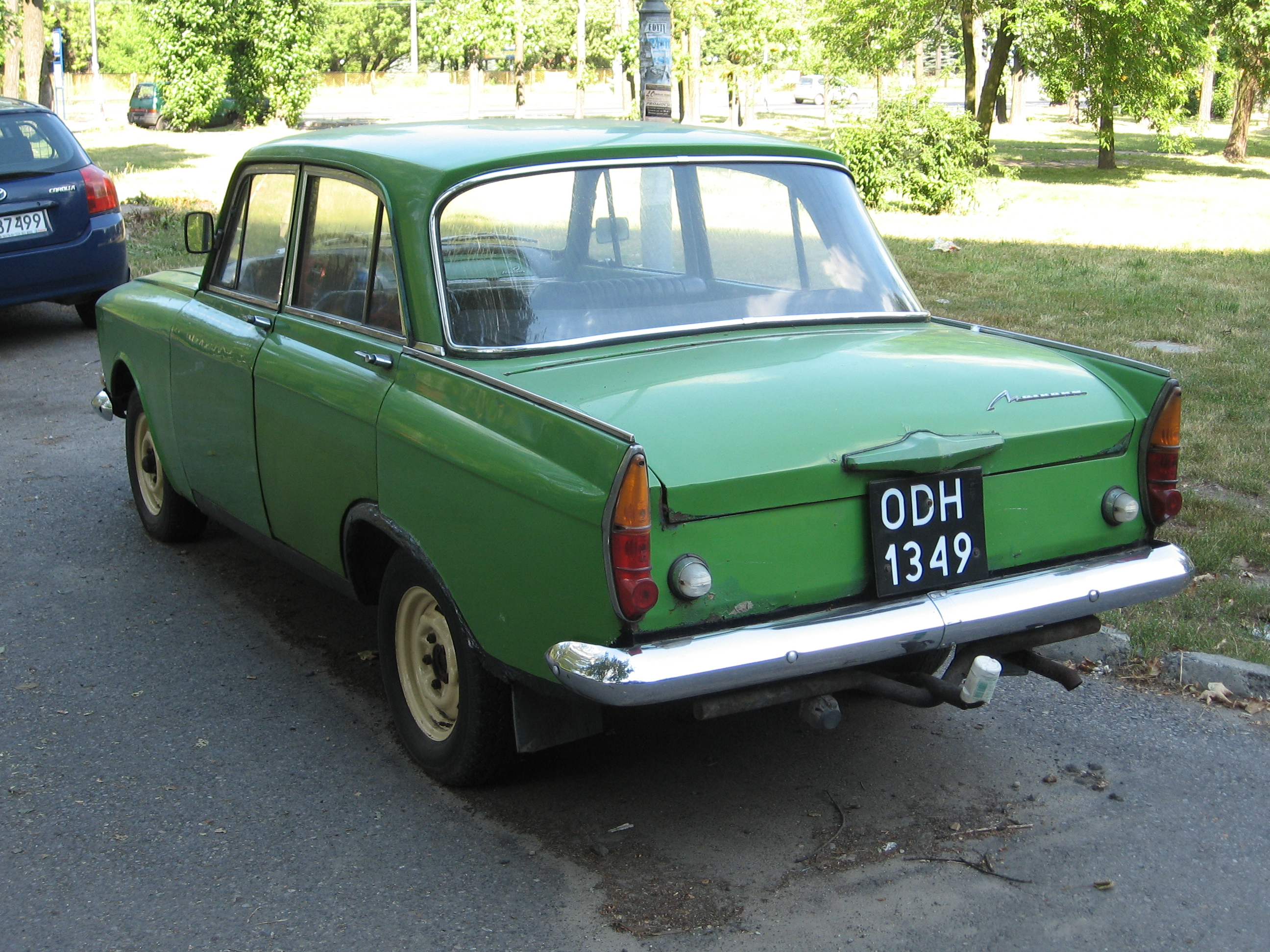
Moskwicz 408 - tył pojazdu
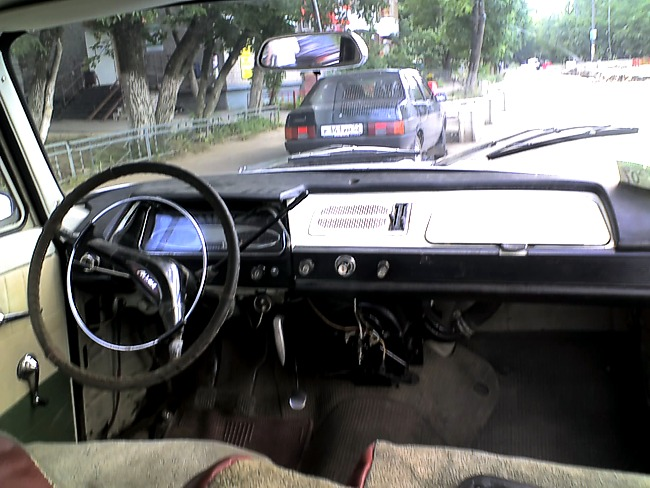
Moskwicz 408 - deska rozdzielcza